# Крюйт-камера
Крюйт-ка́мера (нидерл. kruit-kamer от kruit — порох и kamer — комната) — помещение на военном корабле, предназначенное для хранения пороха (как бочек с порохом, так и готовых к стрельбе пороховых зарядов), сигнальных ракет и ружейных патронов. Располагался, как правило, в носу или корме корабля ниже ватерлинии. Термин появился во времена парусного флота и продолжал использоваться даже после появления пароходов, но вышел из употребления в конце XIX века.

## Устройство крюйт-камеры
Согласно Морскому уставу:

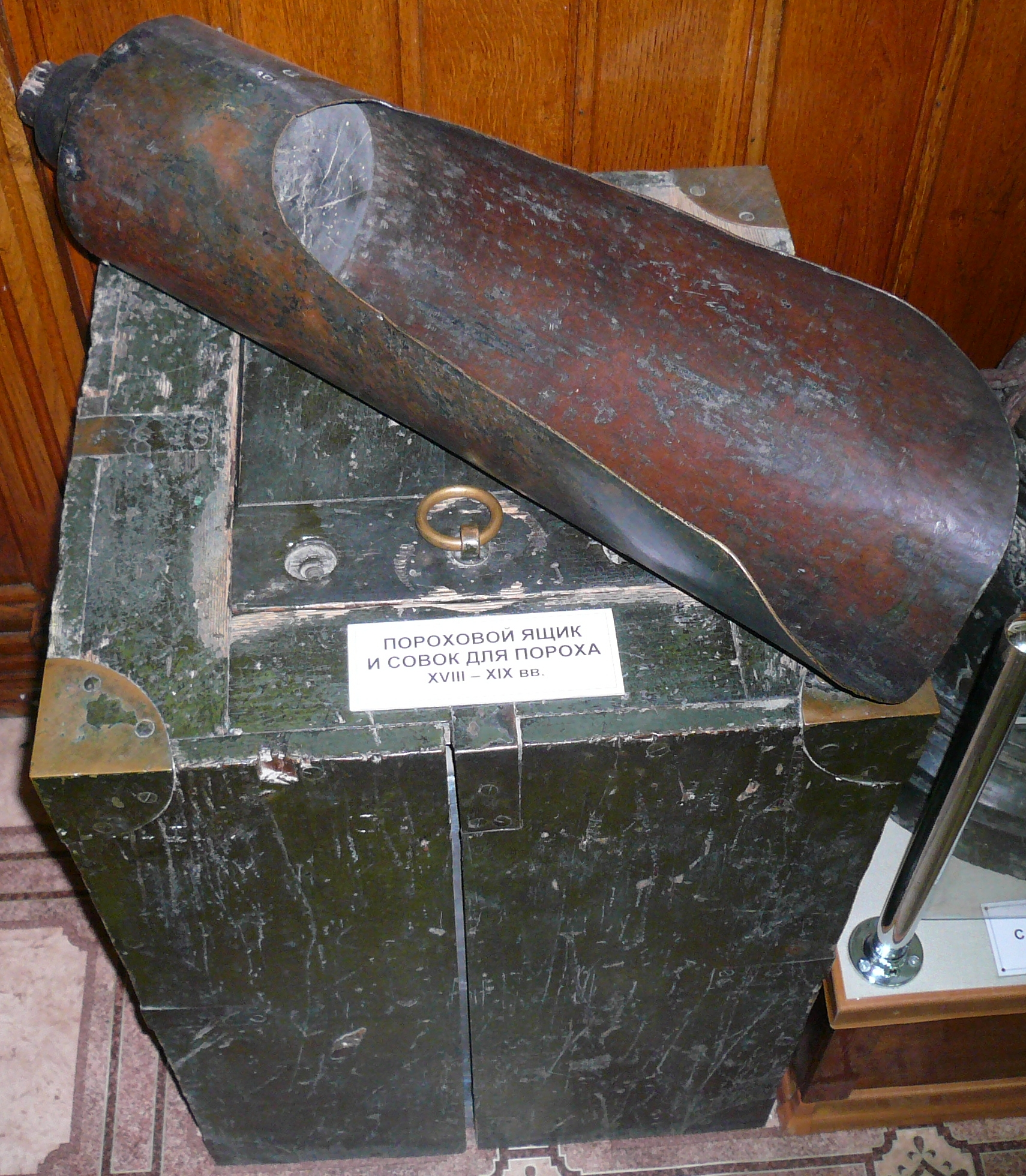
Корабельный пороховой ящик и совок для пороха XVIII—XIX вв.

1. крюйт-камера должна находиться ниже грузовой ватерлинии;
2. помещение крюйт-камеры должно вмещать определённое положениями число ящиков с зарядами и запасным порохом;
3. ящики с порохом и зарядами должны быть водонепроницаемыми;
4. крюйт-камера должна хорошо вентилироваться;
5. фонари для освещения крюйт-камеры должны находиться на такой высоте, чтобы их было невозможно случайно повредить во время работы. Также фонари не должны иметь общего воздушного сообщения с внутренностью крюйт-камеры;
6. крюйт-камеры должны быть снабжены кранами для впуска и выпуска воды;
7. помещение крюйт-камеры должно быть герметичным;
8. на корабле крюйт-камера должна располагаться в отдалении от камбуза, котлов и люков.